# Жіноча юніорська збірна Південно-Африканської Республіки з хокею із шайбою
Жіноча юніорська збірна Південно-Африканської Республіки з хокею із шайбою — національна жіноча юніорська команда Південно-Африканської Республіки, що представляє країну на міжнародних змаганнях з хокею із шайбою. Функціонування команди забезпечує Південно-Африканська хокейна асоціація.

## Виступи на чемпіонатах світу
- 2024 — 6 місце (Дивізіон II B)
- 2025 — 5 місце (Дивізіон II B)